# Cazenga
Cazenga és un municipi de la província de Luanda. Té una superfície de 41,2 km² i 862.351 de habitants (Cens 2014). Limita a l'oest amb el municipi de Luanda, al nord amb el de Cacuaco, a l'est amb el municipi de Viana i al Sud amb el districte urbà de Kilamba Kiaxi.

## Subdivisions
És constituït per les comunes de:
- Hoji-Ya-Henda (zona 17)
- Cazenga Popular (zona 18)
- Tala-Hady (zona 19).

L'administrador municipal és Victor Nataniel de Oliveira Narciso (Tany Narciso), des de 2012.